# Автошлях Т 2307
| Маршрут: Т 2307          | Маршрут: Т 2307   |
| ------------------------ | ----------------- |
| Ярмолинецький район      |                   |
| Із сторони Хмельницького | Н03               |
| Ярмолинці                | 2,0 км Р50 Т 2321 |
| В сторону села Соколівка | 4,8 км Н03        |

Автошля́х Т 2307 — територіальний автомобільний шлях в Україні, за маршрутом автомобільний шлях Н03 із сторони міста Хмельницького — Ярмолинці — до автомобільного шляху Н03 в сторону села Соколівка. Проходить по території Ярмолинецької селищної ради, Хмельницької області. Є в'їздом в смт. Ярмолинці із автомобільного шляху національного значення Н03 за маршрутом Житомир — Чернівці.
Основна (проїжджа) частина дороги має ширину 8 м, загальна ширина 12 м. Покриття — асфальт.
Загальна довжина — 4,8 км.